# Дионисий (Папаниколопулос)
Митрополи́т Диони́сий (греч. Μητροπολίτης Διονύσιος, в миру Диони́сиос Папаниколо́пулос, греч. Διονύσιος Παπανικολόπουλος; 14 сентября 1888, Като Салменико, Ахайя, Греческое королевство — 29 апреля 1969, Эдесса, Греция) — епископ Элладской православной церкви, митрополит Эдесский и Пелльский.
Получил известность ещё будучи флотским священником, когда служил на броненосном крейсере Авероф.

## Биография
Дионисиос Папаниколо́пулос родился в селе Като Салменико Ахайи.
Закончил теологический факультет Афинского университета в 1910 году.
Через год после начала Первой мировой войны стал флотским священником на флагмане греческого флота, броненосном крейсере «Авероф».
На борту «Авероф» ему посчастливилось в 1919 году прибыть в освобождённый союзниками Константинополь, где расположилась греческая военно-морская база, но через три года, в 1922 году, он стал свидетелем эвакуации греческой армии из Смирны, ставшей предпоследним этапом самой трагической страницы в истории современного греческого эллинизма, Малоазийской катастрофы.
В сане архимандрита Дионисий продолжал служить на борту «Авероф» до начала Второй мировой войны.

### «Авероф» накануне и в начале Второй мировой войны
В межвоенный период финансовые ресурсы Греции не позволяли увеличения морских сил. Исследователь Димитрис Галон считает, что в значительной степени ограничение довоенных финансовых возможностей государства было связано с тем, что после 1922 года Греция была вынуждена приютить 1,25 миллионов беженцев из Малой Азии и Восточной Фракии и что эта проблема оставалась острой до начала Второй мировой войны.
Оромные нужды сухопутных сил ограничивали финансирование проектов ВМФ. Д. Галон считает, что кроме финансовых проблем, ВМФ был отстранён на второй план финансирования и рассматривался «видом роскоши» «ограниченной пользы». Немногочисленные субсидии были направлены на снабжение кораблей флота необходимыми боеприпасами. Все эти проблемы не могли не сказаться на состоянии ветерана флота броненосца «Авероф».
Трубки котлов корабля подлежали замене в 1934 году. Однако только в начале 1939 года они были заказаны в Бельгии, где и оказались, когда эта страна была оккупирована немцами.
C ноября 1939 года «Авероф», вместе с рядом ветеранов-эсминцев, был укомплектован минимальным экипажем и практически находился в отстое.
28 октября 1940 года началось итальянское вторжение в Грецию. Греческая армия отразила нападение и перенесла военные действия на территорию Албании.
Продолжающиеся греческие победы вынудили Гитлеровскую Германию прийти на помощь своему союзнику. Немцы вторглись в Грецию 6 апреля 1941 года с территории союзной им Болгарии. Не сумев с хода прорваться через Линию Метаксаса, немецкие дивизии прошли через территорию Югославии и вышли к Фессалоники. Дорога на Афины для немецких дивизий была практически открытой.

### Инициатор спасения и перехода броненосца «Авероф» в Египет

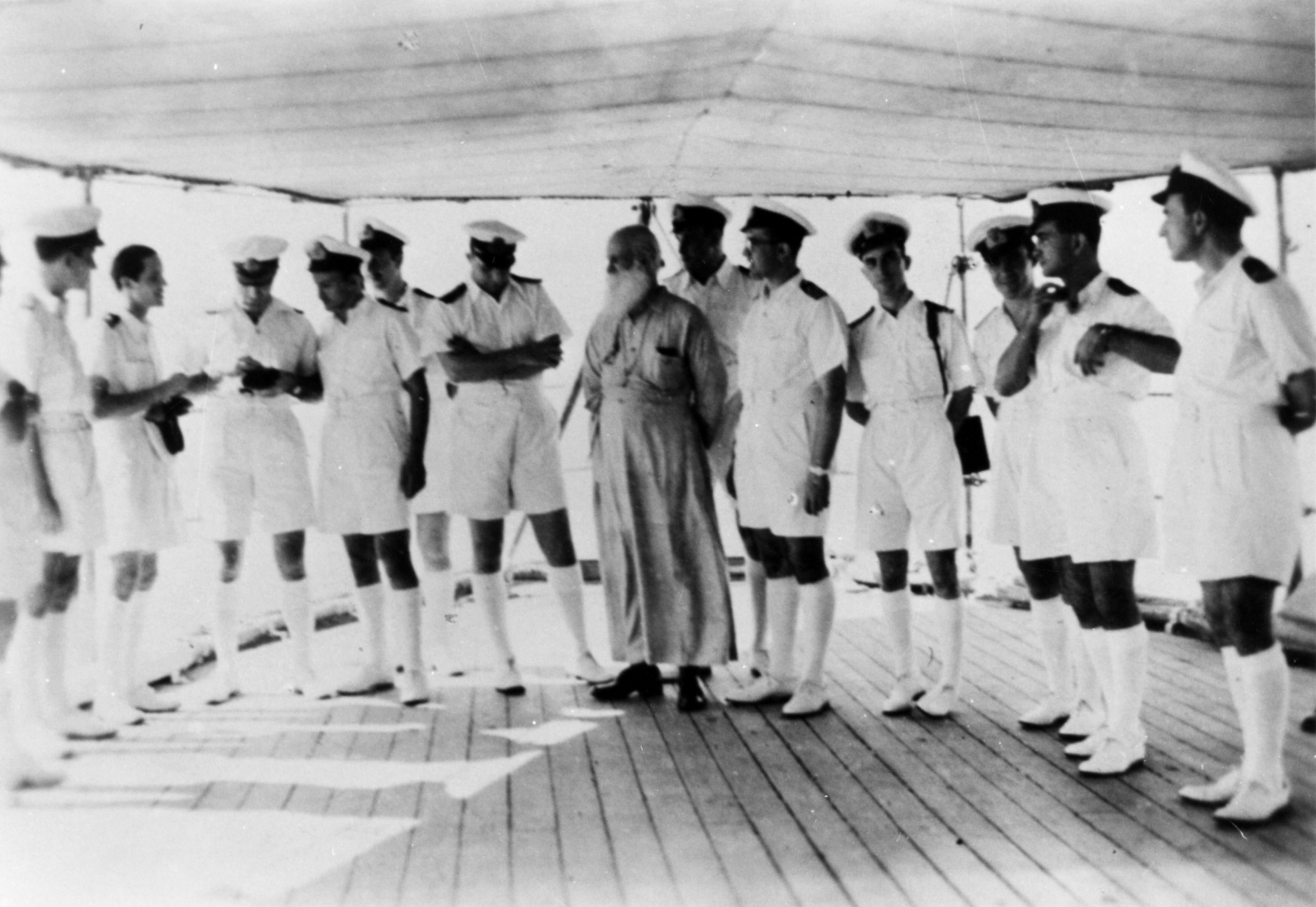
Отец Дионисий с офицерами на борту броненосного крейсера «Авероф».

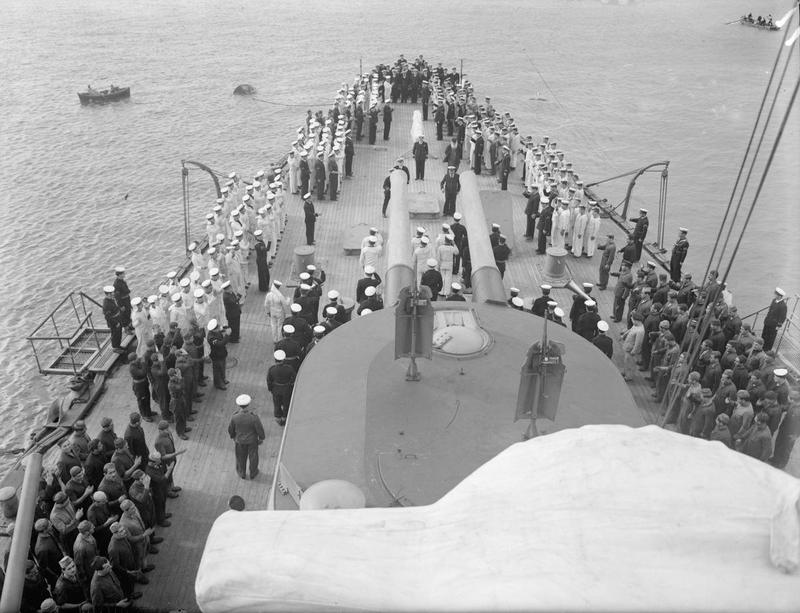
Экипаж броненосного крейсера «Авероф» выстроен в честь национального праздника, Порт-Саид, 1943 год.

С начала немецкого вторжения 6 апреля и по 12 апреля вся акватория окружающая полуостров Аттика непрерывно подвергалась бомбёжке немецкой авиацией. Экипаж броненосца «Авероф», стоявшего на якоре в бухте города Элефсис сбил один немецкий самолёт. В обстановке готовившейся эвакуации боевых кораблей, 12 апреля командование флота приняло решение оставить «Авероф» в Элевсине, снять с него противовоздушные орудия и отправить экипаж в помощь береговым частям. Однако на следующий день приказ был отменён — командование колебалось в вопросе судьбы «Авероф».
17 апреля экипажу было объявлено о решении штаба флота «с почётом» потопить корабль у островка Пситталея, при входе в исторический Саламинский пролив.
Старший из офицеров остававшихся на борту, лейтенант П. Дамилатис, в нарушение приказа, принял решение отходить. Архимандрит Дионисий подстрекал экипаж к непослушанию в отношении приказа штаба и использовал для этого всё своё красноречие. В Великий четверг он призвал экипаж и обратился к нему со слезами на глазах: «Дети мои, наш легендарный корабль хотят потопить. Как вынесет это ваша душа? Такой бесславный конец будет у самого прославленного нашего корабля, у „Авероф“? Нас будут проклинать с небес души наших героев моряков, Миаулиса, Канариса, Бубулины. Смотрите глазами своей души, ребята, на нашего адмирала Павла Кунтуриотиса на небесах. Он плачет и заклинает нас не допустить такого конца для корабля, а дать ему конец достойный его славы. Что скажете, ребята ?».
В один голос моряки и офицеры ответили: «Поп, мы сделаем то, что ты нам скажешь». Дионисий продолжил: «Мы должны забрать „Авероф“ и уйти. Мы должны спасти его честь». Экипаж выразил согласие, но Дионисий продолжил его моральную подготовку и флотская историография приводит её как пример для сегодняшних флотских священников:
«Примите к сведению, что у нас пятисотпроцентная вероятность утонуть проходя минным полем. Если Бог позволит нам без проблем пройти над ним, у нас трёхсотпроцентная вероятность утонуть на заграждениях Пситталии. Если и там Бог позволит нам пройти, у нас двухсотпроцентная вероятность погибнуть по пути от бомб самолётов. Если мы пройдём и через это, мы спасём честь „Авероф“ и нашего флота. Если — не дай Бог — мы утонем, тогда мы все отправимся прославленными на небеса, а честь нашего флота останется навсегда в греческой истории как легенда. Что скажете после этого ребята».
Хотя никто из экипажа не выразил возражения и ответом было «Уйдём, пусть сбудется воля Божия», Дионисий перекрестился и продолжил: "Я видел сегодня во сне седоволосого старца, подумал что это мой давно умерший отец. Но старец спокойно сказал мне: «Я не твой отец. Я Святой Николай и пришёл сказать тебе что буду с вами».
Моряки, вздрогнув, перекрестились и со словами «Бог с нами» пошли готовить корабль к походу. Дионисий стал обходить помещения и отсеки корабля с иконой Христа в руках и наконец закрепил её на баковой орудийной башне словами: «Дети мои, теперь наш командир Христос. Не бойтесь. Мы победим…».
Корабль вышел из залива Элефсиса в ночь с 17 на 18 апреля. Прорвал заграждения, прошёл через минное поле не задев и единой мины. Препятствием стало заграждение у острова Пситталея, где ответственный офицер отказался открыть проход и доложил о случившемся в штаб флота. Тем временем Дамилатис и группа моряков «Авероф» открыли проход сами.
Корабль взял курс на юг, командир корабля, Иоаннис Влахопулос, на быстроходном катере настиг его и принял командование. Начальник штаба флота послал следующий сигнал на «Авероф»: «Бог с вами. Согласовываю с союзниками ваш рейс.».
Утром Великой Пятницы корабль встал у отвесного горного берега Аркадии, избегая воздушной бомбардировки. Ночью броненосец вступил в конвой вместе с плавмастерской «Гефест», эсминцами Кунтуриотис, «Ники», «Аспис» и подводными лодками «Главкос» и «Кацонис». Дионисий вынес икону Эпитафия и вместе с экипажем пел пасхальные гимны. 23 апреля 1941 года конвой прибыл в египетскую Александрию.
«Авероф», как и другие корабли греческого флота, продолжил войну базируясь в Александрии. В силу своего возраста, он был переведен в Индийский океан, где сопровождал союзные конвои.
17 октября 1944 года на борту броненосца «Авероф» эмиграционное греческое правительство прибыло в освобождённый силами Народно-освободительной армии Греции Пирей.

### После войны
Почти сразу после освобождения страны и возвращения на Родину, 19 ноября 1944 года Дионисий был избран митрополитом Иерисской, Святогорской и Ардамерионской митрополии.
25 сентября 1951 был избран митрополитом Эдесским.
24 января 1967 года отправлен в отставку пришедшими к власти «Чёрными полковниками» под предлогом старости.
Скончался 28 марта 1968 года.

## Память
3 июня 2014 года в Культурном центре Эдесской митрополии состоялся день славы и памяти митрополита Дионисия.